# Mariana Ohata
Mariana Ohata (Brasília, 26 de novembro de 1978) é uma triatleta profissional brasileira.

## Carreira

### Inicio
Mariana Ohata começou a praticar triatlo aos 12 anos de idade, em Brasília. Antes da modalidade, ela praticava natação e chegou a ser campeã brasileira dos 100 m peito. A dúvida em trocar de esporte acabou quando a jovem atleta conquistou o primeiro título na primeira prova que disputou pela modalidade.

### Profissional
Como profissional, Mariana tem como principais conquistas o vice na etapa de Madrid da Copa do Mundo de 2003, resultado inédito para o Brasil, e a terceira posição na etapa da Copa do Mundo de 2006, disputada em Iowa, Estados Unidos. Nos Jogos Pan-Americanos do Rio, em 2007, ela também guarda na lembrança como a melhor brasileira na linha de chegada, terminando na sexta colocação.
As Olimpíadas de Sydney, em 2000, não foram um bom palco para Mariana Ohata. Em sua primeira participação, a triatleta brasiliense acabou caindo da bicicleta e não concluiu a prova. Isso, no entanto, serviu de mais um estímulo para o desafio de Atenas, quatro anos depois.
Em sua segunda Olimpíada, em 2004, em Atenas, Mariana fez questão de completar a prova. Apesar de ter chegado apenas em 37º, ela foi a única brasileira que não abandonou, apesar de todo o cansaço e do calor. Ao chegar no fim, a triatleta desabou em lágrimas, pois sabia que tinha se superado.
Participou também das Olimpíadas de Pequim, em 2008. Completou a natação como 27ª colocada, mas perdeu posições durante o restante da prova do triatlo e terminou na 39ª posição, com 8min44s26 de diferença em relação à primeira colocada. Ohata terminou a prova com o tempo de 2h07min11s92.
Mariana é uma esportista marcada pela superação. No final de 2002, ela foi flagrada em um exame antidoping. Conseguiu provar sua inocência, mas pegou uma suspensão de 60 dias. Voltou a competir em 2003, sem muitas expectativas por estar afastada há algum tempo. Mesmo assim, conquistou seus melhores resultados da carreira no ano, quando fechou a temporada na 10ª posição do ranking.
Sem títulos expressivos em 2004, Mariana conquistou o Brasileiro de Triatlo em 2005, em Salvador. No ano seguinte, teve a terceira colocação na Copa do Mundo, em Iowa (EUA), como melhor resultado do ano.
Filha de um ex-campeão mundial de natação Milton Ohata, Mariana é reconhecida como uma das melhores nadadoras entre as triatletas brasileiras. A vaga para Pequim foi sendo construída desde 2005, em provas que já somavam pontos no ranking. Em 2007, a triatleta já tinha a pontuação e a posição no ranking necessárias para os Jogos Olímpicos.

### Doping
Mariana Ohata figurou, por duas vezes, no noticiário de doping nos esportes na primeira década de 2000. Em 2002, nos Jogos Sul-Americanos, um exame de urina flagrou anfetamina em sua amostra. Mas ela apresentou sua justificativa e foi inocentada, após cumprir suspensão preventiva de 60 dias.
Sete anos mais tarde, a brasiliense foi flagrada por ter usado um diurético em etapa da Copa do Mundo em Iowa, nos Estados Unidos. Mariana justificou dizendo que havia ingerido um chá sem saber que continha a tal substância, chamada furosemida. Em outubro de 2009, a União Internacional de Triatlo suspendeu Mariana por seis anos.
Atualmente Ohata possui uma academia própria, e abandonou as competições.

## Conquistas
- Bicampeã sul-americana (1999-2000)
- Bicampeã brasileira (1997-1999)